# Dendropanax denticulatus
Dendropanax denticulatus är en araliaväxtart som beskrevs av Fiaschi. Dendropanax denticulatus ingår i släktet Dendropanax och familjen Araliaceae. Inga underarter finns listade.